# 北卫滩
北卫滩位于南海北部东沙群岛東沙島西北部约44海里处，距離東沙島約80公里，为一个淹没在海水下的珊瑚暗滩，呈圆形，最浅处水深约60米。
北卫滩现有中华民国政府实际控制，行政上划归高雄市旗津區中興里管辖。中华人民共和国政府亦声称拥有其主权，并将其划归广东省汕尾市陆丰市碣石镇人民政府管辖。